# Fox Animation Studios
Fox Animation Studios est une société de production, une division de 20th Century Fox, fondée par Don Bluth et Gary Goldman. Fox Animation Studios est situé au 2747 East Camelback Road à Phoenix (Arizona) (85016). Après avoir fermé les studios en 2000, 20th Century Fox relance le label Fox Animation Studios en 2009. Le premier film produit par les nouveaux Fox Animation Studios est la version cinématographique de Fantastic Mr. Fox.
Voir également 20th Century Fox Animation.

## Histoire

### Fondation
La 20th Century Fox avait déjà distribué trois films d'animation. Un réalisés par William Feigenbaum et József Gémes, Hugo the Hippo (en) et deux par Ralph Bakshi, Les Sorciers de la guerre, qui est un succès notable, et Tygra, la glace et le feu, ces deux derniers financés par la Fox et dont l'échec du deuxième met fin à la collaboration de la Fox avec Bakshi.
Par la suite, la Fox produit pour la première fois, trois longs métrages d'animation pendant les années 1990, développés par d'autres studios : Les Aventures de Zak et Crysta dans la forêt tropicale de FernGully (FernGully: The Last Rainforest), Le Voyage d'Edgar dans la forêt magique (Once Upon a Forest) et Richard au pays des livres magiques (The Pagemaster), mais ce sont des échecs au box office.
Les Fox Animation Studios sont alors créés en 1994, dans le but de rivaliser avec Walt Disney Feature Animation, qui remportait un succès phénoménal dans les années 1990 avec des films comme La Belle et la Bête (1991), Aladdin (1992) et Le Roi lion (1994). Plusieurs anciens collaborateurs de Disney, Bluth et Goldman, rejoignent la Fox en 1994 (ils quittent pour cela les Sullivan Bluth Studios, qui avaient produit entre autres Fievel et le Nouveau Monde, Le Petit Dinosaure et la vallée des merveilles, Charlie (All Dogs Go to Heaven) et Rock-O-Rico).

### Productions et la fermeture
Les films du studio ne rencontrent pas autant de succès que les films de Disney. Un seul des deux longs métrages d'animation de la Fox, Anastasia, a réalisé un profit. L'autre long métrage, Titan A.E., ne rapporte que 9.376.845 $ au cours de son premier week-end d'exploitation, avec un budget de production estimé de 75 millions de $. Près d'un an avant la sortie de Titan A.E., 20th Century Fox met à pied trois cents des 380 personnes à l'atelier.
Fox Animation Studios produit encore deux suites, sorties directement en vidéo, aux longs métrages Anastasia et Les Aventures de Zak et Crysta dans la forêt tropicale de FernGully  : il s'agit respectivement de Bartok le magnifique (Bartok the Magnificent) et Les Merveilleuses Aventures de Crysta (FernGully 2: The Magical Rescue). Bluth et Goldman ont été considérés pour produire le film d'animation L'Âge de glace, mais le script a été confié ensuite à quelqu'un d'autre.
David Mickey Evans a écrit un script intitulé La Fontaine de la Vérité et a commencé à le réaliser, mais le projet a été abandonné.

### Relancement
20th Century Fox a annoncé la relance de l'étiquette Fox Animation Studios le 30 juillet 2009. Elle a commencé avec la sortie de Fantastic Mr. Fox en novembre 2009 suivi de Sur la terre des dinosaures en décembre 2013 et de La Légende de Manolo en octobre 2014.

## Filmographie
| Titre du film                                                       | Date de sortie original | Réalisateur(s)                                                                                            |
| ------------------------------------------------------------------- | ----------------------- | --- |
| Les Sorciers de la guerre                                           | 9 février 1977          | Ralph Bakshi                                                                                              |
| Tygra, la glace et le feu                                           | 26 août 1983            | Ralph Bakshi                                                                                              |
| Les Aventures de Zak et Crysta dans la forêt tropicale de FernGully | 10 avril 1992           | Bill Kroyer                                                                                               |
| Le Voyage d'Edgar dans la forêt magique                             | 18 juin 1993            | Charles Grosvenor                                                                                         |
| Richard au pays des livres magiques                                 | 23 novembre 1994        | Pixote Hunt (sous le nom de Maurice Hunt) pour l'animation, Joe Johnston pour les prises de vues réelles. |
| Anastasia                                                           | 14 novembre 1997        | Don Bluth et Gary Goldman                                                                                 |
| Les Merveilleuses Aventures de Crysta (Sortie directe en vidéo)     | 17 mars 1998            | Phil Robinson et Dave Marshall                                                                            |
| Bartok le magnifique (Sortie directe en vidéo)                      | 16 novembre 1999        | Don Bluth et Gary Goldman                                                                                 |
| Titan A.E.                                                          | 16 juin 2000            | Don Bluth, Gary Goldman et Art Vitello                                                                    |
| Fantastic Mr. Fox                                                   | 13 novembre 2009        | Wes Anderson                                                                                              |
| Sur la terre des dinosaures                                         | 18 décembre 2013        | Neil Nightengale et Barry Cook                                                                            |
| La Légende de Manolo                                                | 17 octobre 2014         | Jorge R. Gutierrez                                                                                        |
| Mr. Men                                                             | Prochainement           | |